# X Caeli
Pour les étoiles portant la même désignation de Bayer, voir γ Caeli.
Désignations
X Caeli, appelée également Gamma2 Caeli (γ2 Cae, γ2 Caeli) est une étoile binaire de la constellation du Burin. Sa magnitude apparente moyenne est de 6,26. D'après la mesure de sa parallaxe annuelle par le satellite Gaia, elle est située à environ 336 années-lumière de la Terre.
La composante primaire, X Caeli A, est une étoile jaune-blanc de type spectral F2IV/V, ce qui indique que son spectre montre des traits mixtes entre celui d'une étoile sur la séquence principale et d'une sous-géante. Elle est classée comme une variable de type Delta Scuti. Sa luminosité varie selon une amplitude de 0,17 magnitude et plusieurs périodes de variations lui sont connues. L'étoile compagne, X Caeli B, d'une magnitude apparente de +9,6, est à 0,886 seconde d'arc de la primaire.